# Idaea indeviata
Idaea indeviata är en fjärilsart som beskrevs av Louis Beethoven Prout 1929. Idaea indeviata ingår i släktet Idaea och familjen mätare. Inga underarter finns listade i Catalogue of Life.